# Typhlops schmutzi
Typhlops schmutzi е вид влечуго от семейство Typhlopidae. Видът е застрашен от изчезване.

## Разпространение
Разпространен е в Индонезия.